# Rahm Emanuel

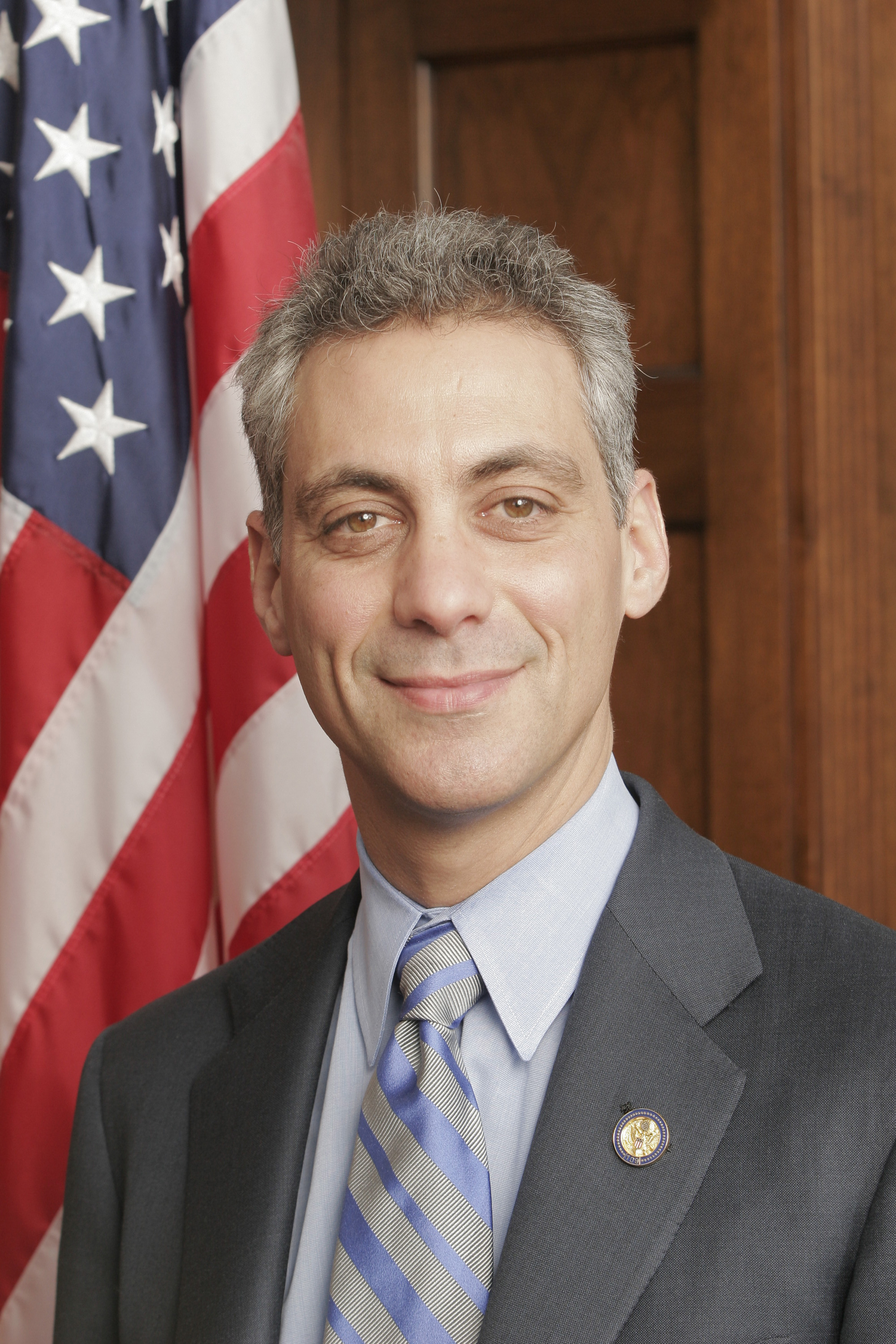
Rahm Emanuel

Rahm Israel Emanuel (* 29. November 1959 in Chicago, Illinois) ist ein US-amerikanischer Politiker der Demokratischen Partei. Von 2003 bis 2009 vertrat er den 5. Kongresswahlbezirk des Bundesstaates Illinois im Repräsentantenhaus der Vereinigten Staaten. Er war von Januar 2009 bis Oktober 2010 Stabschef des Weißen Hauses unter US-Präsident Barack Obama und wurde im Februar 2011 mit 55 Prozent Zustimmung zum Bürgermeister von Chicago gewählt. Dieses Amt übte er vom 16. Mai 2011 bis zum 20. Mai 2019 aus. Von März 2022 bis Januar 2025 war Emanuel US-Botschafter in Japan.

## Leben
Rahm Emanuel (der hebräische Vorname bedeutet „hoch“ oder „erhaben“) ist der Sohn von Benjamin M. Emanuel, einem Kinderarzt und zeitweiligen Mitglied der zionistischen Untergrundorganisation Irgun, und von Martha Smulevitz, die zunächst als Röntgenassistentin tätig war und später einen Rock-’n’-Roll-Club in Chicago besaß. Emanuels älterer Bruder Ezekiel ist Krebsforscher und Bioethiker. Sein anderer Bruder, Ari, ist in der Filmbranche tätig. Außerdem hat Emanuel eine 14 Jahre jüngere Adoptivschwester, Shoshana.
In der Zeit, in der seine Familie in Chicago wohnte, besuchte Emanuel die Bernard Zell Anshe Emet Day School, eine jüdische Tagesschule. Als seine Familie nach Wilmette in Illinois zog, besuchte Emanuel öffentliche Schulen: die Romona School, die Wilmette Junior High School sowie die New Trier West High School. Er absolvierte 1981 das Sarah Lawrence College und ging anschließend an die Northwestern University, an der er 1985 sein Studium mit dem Magister für Sprach- und Kommunikationswissenschaft abschloss. Zuvor absolvierte er eine Ausbildung zum Balletttänzer. Emanuel und seine Frau Amy Rule, die vor der Hochzeit zum Judentum konvertierte, sind aktive Mitglieder der modern-orthodoxen Gemeinde Anshe Sholom B’nai Israel. Emanuel sagte über sein Judentum: „I am proud of my heritage and treasure the values it has taught me.“ (Ich bin stolz auf mein Erbe und pflege die Werte, die mir beigebracht wurden.) Das Ehepaar hat drei Kinder (Zacharias, Ilana und Leah) und lebt in der Nähe des Chicagoer North Center.
Emanuel trainiert daneben Triathlon.

## Politik
Bereits als Student engagierte sich Emanuel politisch für den demokratischen Kongresskandidaten David Robinson. Während des Zweiten Golfkriegs diente er als ziviler Sar-El-Freiwilliger auf einer Basis der Israelischen Streitkräfte im Norden Israels. Von 1993 bis 1999 war Emanuel Berater von Präsident Bill Clinton im Weißen Haus. Seine Art, Konflikte offensiv auszutragen, brachte ihm den Spitznamen „Rahmbo“ ein. Nach einer zwischenzeitlichen Tätigkeit als Investmentbanker kandidierte er bei der Wahl 2002 erstmals erfolgreich für das Repräsentantenhaus und vertrat dort ab dem 3. Januar 2003 den 5. Kongresswahlbezirk von Illinois, der vor allem Teile Chicagos umfasst und strukturell stark demokratisch strukturiert ist. Im Kongress gehörte er dem einflussreichen Committee on Ways and Means an und war ab 2007 als Democratic Caucus Chairman der in der Rangfolge vierthöchste Demokrat. Zuvor war er Leiter des Democratic Congressional Campaign Committee für die Repräsentantenhauswahl 2006, bei denen es den Demokraten gelang, nach zwölf Jahren die Mehrheit im Repräsentantenhaus von den Republikanern zurückzuerobern.

### Stabschef für Obama
Mit der Wahl von Barack Obama zum 44. Präsidenten der Vereinigten Staaten von Amerika wechselte Emanuel auf die Position des Stabschefs des Weißen Hauses. Sein Vater kommentierte die Berufung mit den Worten: „Natürlich wird er den Präsidenten zugunsten Israels beeinflussen. Warum sollte er auch nicht? Ist er vielleicht ein Araber? Er wird nicht den Boden im Weißen Haus putzen.“ Dafür entschuldigte sich Emanuel im Namen seiner Familie bei arabischstämmigen Amerikanern.

### Bürgermeister von Chicago
Am 1. Oktober 2010 gab er seinen Rücktritt als Stabschef bekannt, um sich für das Bürgermeisteramt in Chicago zu bewerben. Sein kommissarischer Nachfolger wurde Pete Rouse, dem nach drei Monaten Bill Daley im Amt folgte. Am 22. Februar 2011 gewann Rahm Emanuel die Wahl bereits im ersten Wahlgang mit 55 Prozent der Stimmen vor Gery Chico (24 Prozent) und wurde damit als Nachfolger des nicht mehr kandidierenden Richard M. Daley der erste jüdische Bürgermeister Chicagos.
Bei der nächsten Wahl am 24. Februar 2015 erreichte er im ersten Wahlgang 45 Prozent der Stimmen und setzte sich am 7. April in der Stichwahl mit 56 Prozent gegen Jesus „Chuy“ Garcia durch. Garcia vertrat eine linke Koalition und trat mit der Aussage an, dass Emanuels Politik trotz seiner Zugehörigkeit zur Demokratischen Partei keine Mitte-Links-Themen aufgreife und vor allem nicht im Interesse der Bürger handele. Columbia-Professor Bernard Harcourt warf Emanuel vor, die Aufklärung eines Polizeiverbrechens verzögert zu haben, um seine Wiederwahl nicht zu gefährden.
Nachdem US-Präsident Donald Trump Chicago und anderen Städten, die illegale Einwanderer nicht an die Bundesbehörden ausliefern (Sanctuary Cities), Zuschüsse für Sicherheitsaufgaben gekürzt hatte, kündigte Emanuel eine Klage dagegen an.
Am 4. September 2018 gab er überraschend bekannt, nicht für eine dritte Amtszeit zu kandidieren. Zu seiner Nachfolgerin wurde Lori Lightfoot gewählt, die am 20. Mai 2019 das Amt übernahm.

### Botschafter in Japan
Seit März 2022 ist er als US-Botschafter in Japan akkreditiert.